# Torymus canariensis
Torymus canariensis är en stekelart som beskrevs av Karl-Johan Hedqvist 1977. Torymus canariensis ingår i släktet Torymus och familjen gallglanssteklar. Inga underarter finns listade i Catalogue of Life.